# Gouvernement Sánchez I
Pour les articles homonymes, voir Gouvernement Sánchez.
Royaume d'Espagne
Rajoy II Sánchez II
Le gouvernement Sánchez I (en espagnol : Primer Gobierno Sánchez) est le gouvernement du royaume d'Espagne entre le 7 juin 2018 et le 13 janvier 2020, sous les XIIe et XIIIe législatures des Cortes Generales.
Il est dirigé par le socialiste Pedro Sánchez et formé après l'adoption d'une motion de censure contre Mariano Rajoy, ce qui constitue le premier renversement d'un chef de gouvernement depuis l'adoption de la Constitution de 1978. Il se compose de 17 ministres, dont une porte le titre de vice-présidente du gouvernement. Avec 11 femmes, il établit à l'époque le record mondial de représentation féminine au sein d'un exécutif national.
Minoritaire aux Cortes Generales, il est constitué du seul Parti socialiste (et son allié permanent catalan). Il bénéficie initialement du soutien sans participation de l'alliance Unidos Podemos et de plusieurs partis nationalistes périphériques et indépendantistes catalans.
Il succède au gouvernement Rajoy II. À la suite du rejet du projet de loi de finances pour 2019, le Conseil des ministres dissout les Cortes Generales et convoque des élections générales anticipées le 28 avril 2019. Aucune majorité parlementaire ne s'étant dégagée, de nouvelles élections générales sont organisées le 10 novembre suivant. Elles débouchent, après 260 jours de gestion des affaires courantes, sur la formation du gouvernement Sánchez II entre le Parti socialiste et Unidas Podemos.

## Historique du mandat
Dirigé par le nouveau président du gouvernement socialiste Pedro Sánchez, ce gouvernement est constitué par le Parti socialiste ouvrier espagnol (PSOE) et le Parti des socialistes de Catalogne (PSC). Ensemble, ils disposent de 84 députés sur 350, soit 24 % des sièges du Congrès des députés, et 62 sénateurs sur 266, soit 23,3 % des sièges du Sénat. Il bénéficie du soutien sans participation de Nueva Canarias (NCa), qui dispose d'un député.
Il est formé à la suite de l'adoption d'une motion de censure le 1er juin 2018 contre Mariano Rajoy.
Il succède donc au gouvernement Rajoy II, constitué par le Parti populaire (PP) et disposant du soutien de Ciudadanos, de l'Union du peuple navarrais (UPN) et du Forum des Asturies (FAC).

### Motion de censure

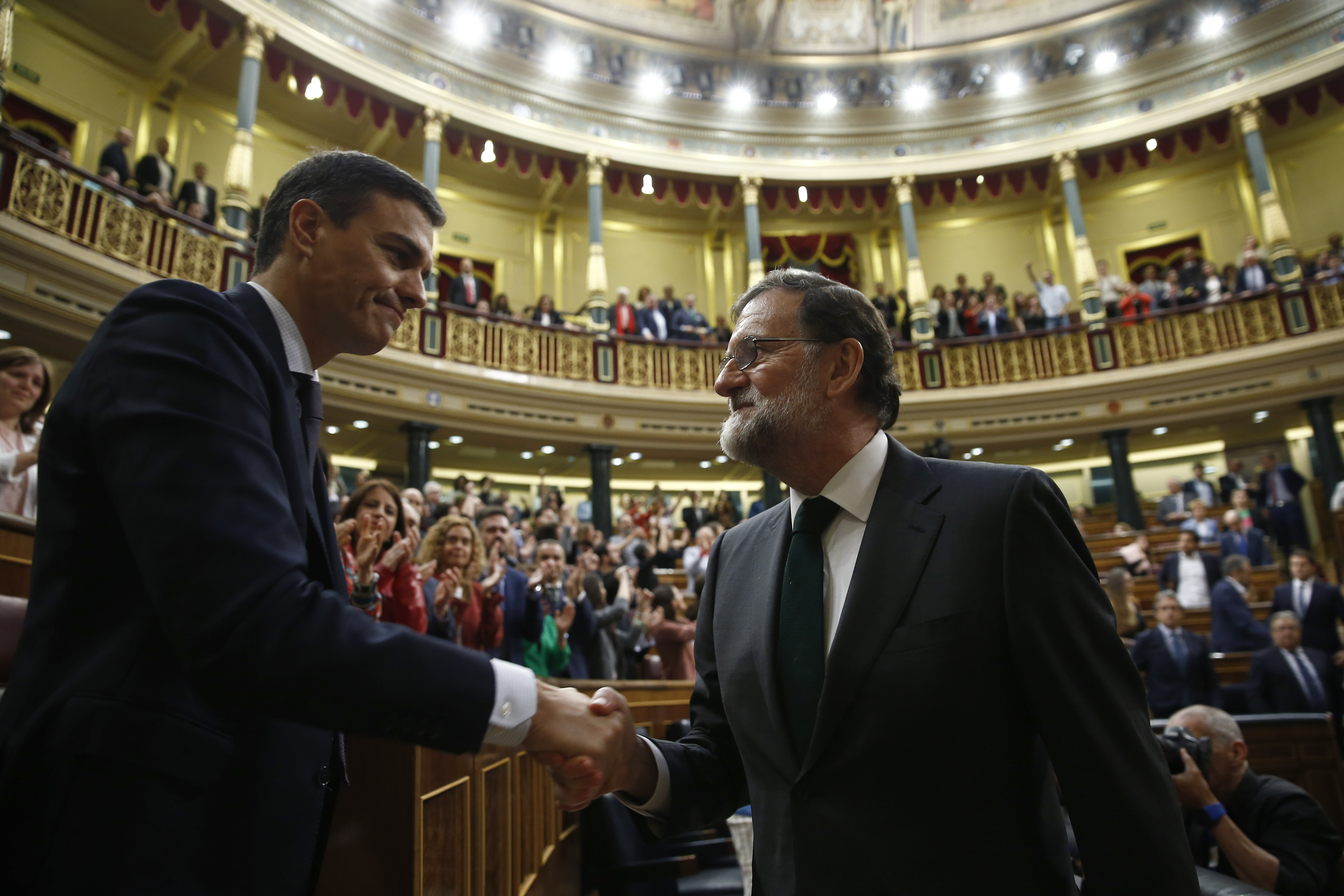
Le Congrès des députés adopte le 1 juin 2018 une motion de censure contre Mariano Rajoy.

Le 24 mai 2018, l'Audience nationale condamne le Parti populaire dans le cadre de l'affaire Gürtel comme bénéficiaire à titre lucratif. Dès le lendemain, le Parti socialiste dépose une motion de censure proposant Pedro Sánchez comme candidat à la présidence du gouvernement. Il s'agit de la quatrième motion proposée depuis l'entrée en vigueur de la Constitution.
Lors du scrutin au Congrès des députés le 1er juin, Sánchez reçoit les votes favorables d'Unidos Podemos (UP), de la Gauche républicaine de Catalogne (ERC), du Parti démocrate européen catalan (PDeCAT), du Parti nationaliste basque (EAJ/PNV), de la Coalition Compromís, d'Euskal Herria Bildu (Bildu) et de Nouvelles Canaries (NCa). Avec 180 voix pour, 169 voix contre et une abstention, la motion de censure est la première adoptée depuis 1978.
Premier titulaire de ce poste à ne pas être parlementaire, le nouveau président du gouvernement prête serment devant le roi dès le lendemain. La cérémonie est marquée par l'absence de Bible et de crucifix aux côtés du texte constitutionnel.

### Formation

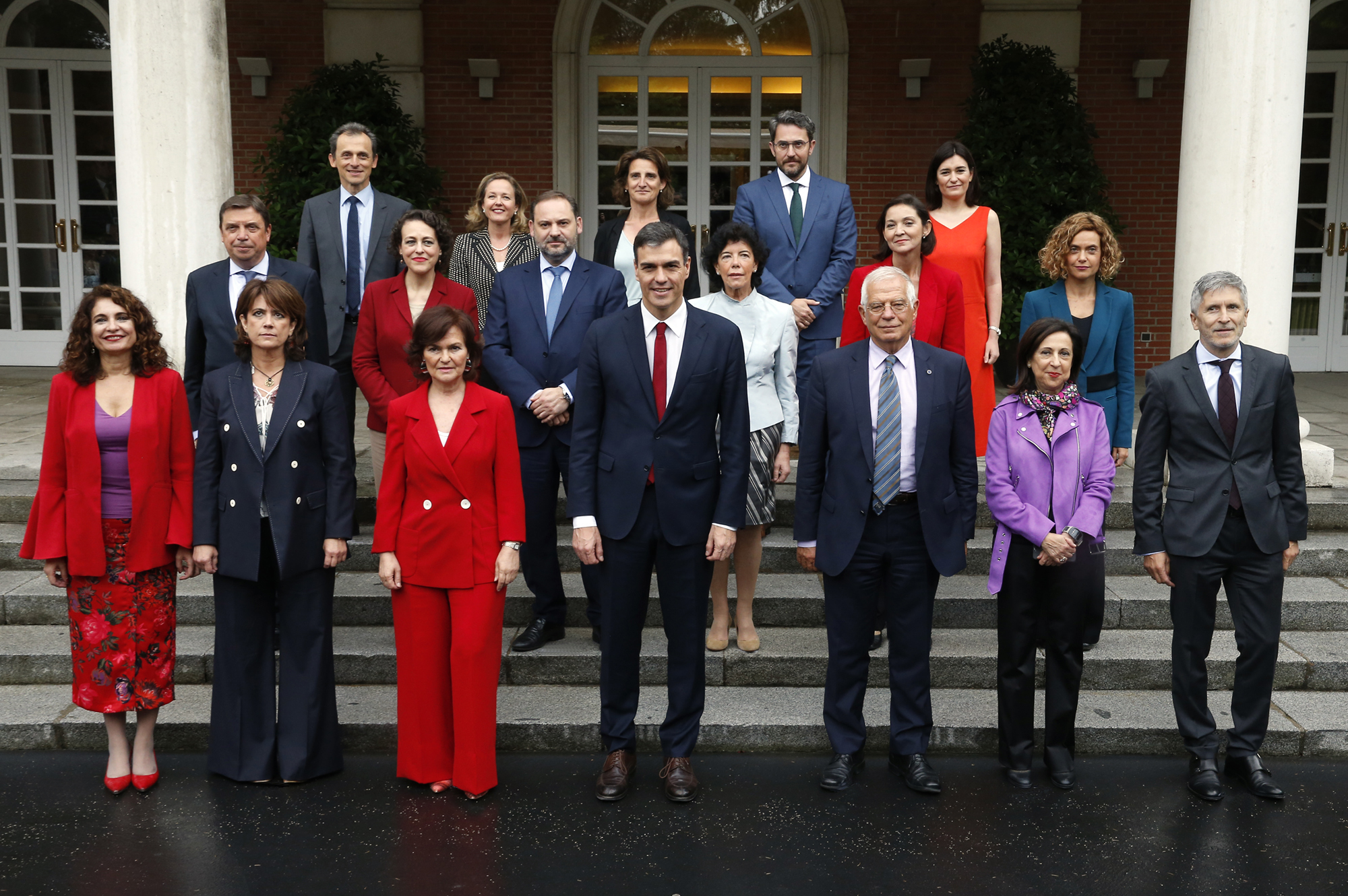
Le gouvernement Sánchez I en juin 2018.

Les 4 et 5 juin, plusieurs noms de ministres sont confirmés sans qu'aucune annonce officielle ne soit intervenue. Ainsi l'ancienne ministre de la Culture Carmen Calvo sera vice-présidente du gouvernement et ministre de l'Égalité, l'ancien président du Parlement européen Josep Borrell sera ministre des Affaires étrangères, la conseillère aux Finances de la Junte d'Andalousie María Jesús Montero sera ministre des Finances, le secrétaire à l'Organisation du PSOE José Luis Ábalos sera ministre de l'Équipement, l'ancienne secrétaire d'État au Changement climatique Teresa Ribera sera ministre de l'Environnement (avec un portefeuille élargi aux questions énergétiques), la députée de Barcelone Meritxell Batet sera ministre de la Politique territoriale, la directrice générale du Budget de la Commission européenne Nadia Calviño sera ministre de l'Économie et la conseillère à la Santé de la Généralité valencienne Carmen Montón sera ministre de la Santé.
La journée du 6 juin est marquée par la révélation de quatre noms supplémentaires, alors que Sánchez doit communiquer au roi sa liste de ministres dans la soirée. Ainsi, la procureure anti-terroriste Dolores Delgado est désignée ministre de la Justice, l'ancienne conseillère à l'Éducation du Pays basque Isabel Celaá sera ministre de l'Éducation, l'ex-députée et conseillère de la Junte des communautés de Castille-La Manche Magdalena Valerio sera ministre du Travail et l'astronaute Pedro Duque est désigné ministre de la Science.
La liste complète des ministres est révélée peu après. Le ministère de l'Industrie, le ministère de la Politique territoriale, le ministère de l'Environnement, le ministère de la Culture et le ministère de la Science sont rétablis. Le ministère de l'Énergie est absorbé par le nouveau ministère de la Transition écologique. Le ministère de la Présidence voit ses compétences élargies à l'égalité entre les femmes et les hommes. L'exécutif totalise 11 femmes contre six hommes. Ce niveau de féminisation de 65 % est un record mondial, qui dépasse celui établi en 2007 par le gouvernement Vanhanen II en Finlande. Lors de l'assermentation des ministres, 13 d'entre eux ajoutent une référence féminine à la formule du serment, promettant de maintenir le secret des délibérations du conseil des « ministras y ministros ». Comme pour Sánchez, la cérémonie se déroule en l'absence de toute symbolique religieuse.
En raison de son importante féminisation, du profil d'experts de nombreux ministres et de l'image de modernité qu'il renvoie dans une optique électorale, ce nouveau cabinet est surnommé « le gouvernement séduisant » (Gobierno bonito),.

### Évolution
Le 13 juin, le ministre de la Culture Màxim Huerta annonce qu'il a présenté sa démission à Pedro Sánchez, après que la presse a révélé qu'il avait été condamné en 2017 pour fraude fiscale. Plus tôt dans la journée, il avait exclu de quitter ses fonctions. Son successeur est aussitôt annoncé, il s'agit de José Guirao, ancien directeur du Musée national centre d'art Reina Sofía. Celui-ci prête serment dès le lendemain au palais de la Zarzuela devant le roi Felipe VI, puis entre en fonction.
La ministre de la Santé Carmen Montón remet sa démission trois mois plus tard, le 11 septembre, après avoir été accusée d'avoir obtenu son master de manière irrégulière, quelques heures après que Pedro Sánchez l'a personnellement défendue devant le Sénat. Son poste revient à María Luisa Carcedo, Haute commissaire à la Lutte contre la pauvreté infantile. Deux jours plus tard, elle prête serment et entre en fonction devant le roi, lors d'une cérémonie au palais de la Zarzuela.
Après que Pedro Sánchez, en tant que secrétaire général du PSOE, a désigné la ministre de la Politique territoriale, Meritxell Batet, comme candidate à la présidence du Congrès des députés le 17 mai 2019, celle-ci doit quitter le gouvernement. Le 21 mai, le ministre de l'Agriculture, Luis Planas, se voit confier la gestion des affaires courantes du ministère de la Politique territoriale par un décret publié au Bulletin officiel de l'État.
Lors de sa réunion du 2 juillet 2019, le Conseil européen approuve une série de nominations pour les principales fonctions de l'Union européenne, dont celle du ministre espagnol des Affaires étrangères, Josep Borrell, comme haut représentant pour les Affaires étrangères et la Politique de sécurité. Le 27 novembre, le gouvernement fait savoir que ses responsabilités seront reprises, à titre transitoire, par la ministre de la Défense, Margarita Robles. Le décret officialisant la gestion des affaires courantes du ministère des Affaires étrangères par la ministre de la Défense est publié trois jours plus tard au Bulletin officiel de l'État.

### Rejet du projet de loi de finances
En novembre 2018, Pedro Sánchez reconnaît qu'il aura des difficultés à faire approuver le projet de loi de finances pour 2019 et qu'il est prêt à proroger le budget 2018 en procédant à des modifications ponctuelles par décret, en raison des positions des partis indépendantistes catalans,. À la suite de la victoire inédite de la droite grâce à la poussée de l'extrême droite aux élections au Parlement d'Andalousie, le président du gouvernement décide au début du mois de décembre de présenter un projet de loi de finances afin de reprendre l'initiative, sans s'être assuré de disposer des votes nécessaires pour son adoption. Le 20 décembre, il fait approuver par le Congrès la trajectoire pluriannuelle des finances publiques par 176 voix pour et 168 voix contre, ce qui constitue la première étape pour l'adoption du prochain budget de l'État.
Présenté et approuvé le 11 janvier 2019 en Conseil des ministres, le projet de loi de finances pour 2019 est remis trois jours plus tard à la présidente du Congrès par la ministre des Finances María Jesús Montero. Le Parti démocrate européen catalan (PDeCAT) et la Gauche républicaine de Catalogne (ERC) annoncent le 4 février leur intention de déposer une motion de rejet du projet de budget, aussi le gouvernement décide quatre jours plus tard de rompre les négociations avec eux ainsi que le gouvernement catalan sur la mise en place d'un dispositif de dialogue au niveau politique sur les revendications des indépendantistes. Le 13 février, le Congrès adopte les motions de rejet déposées à l'encontre du projet de budget, qui est renvoyé au gouvernement, ce qui marque de facto la fin de la législature et ouvre la voie à la tenue d'élections générales anticipées. C'est la deuxième fois depuis l'entrée en vigueur de la Constitution que le Congrès refuse d'examiner le budget de l'État, après celui proposé par Felipe González et repoussé en octobre 1995 en raison du choix des nationalistes catalans de Convergence et Union (CiU) de cesser de soutenir le gouvernement.

### Succession

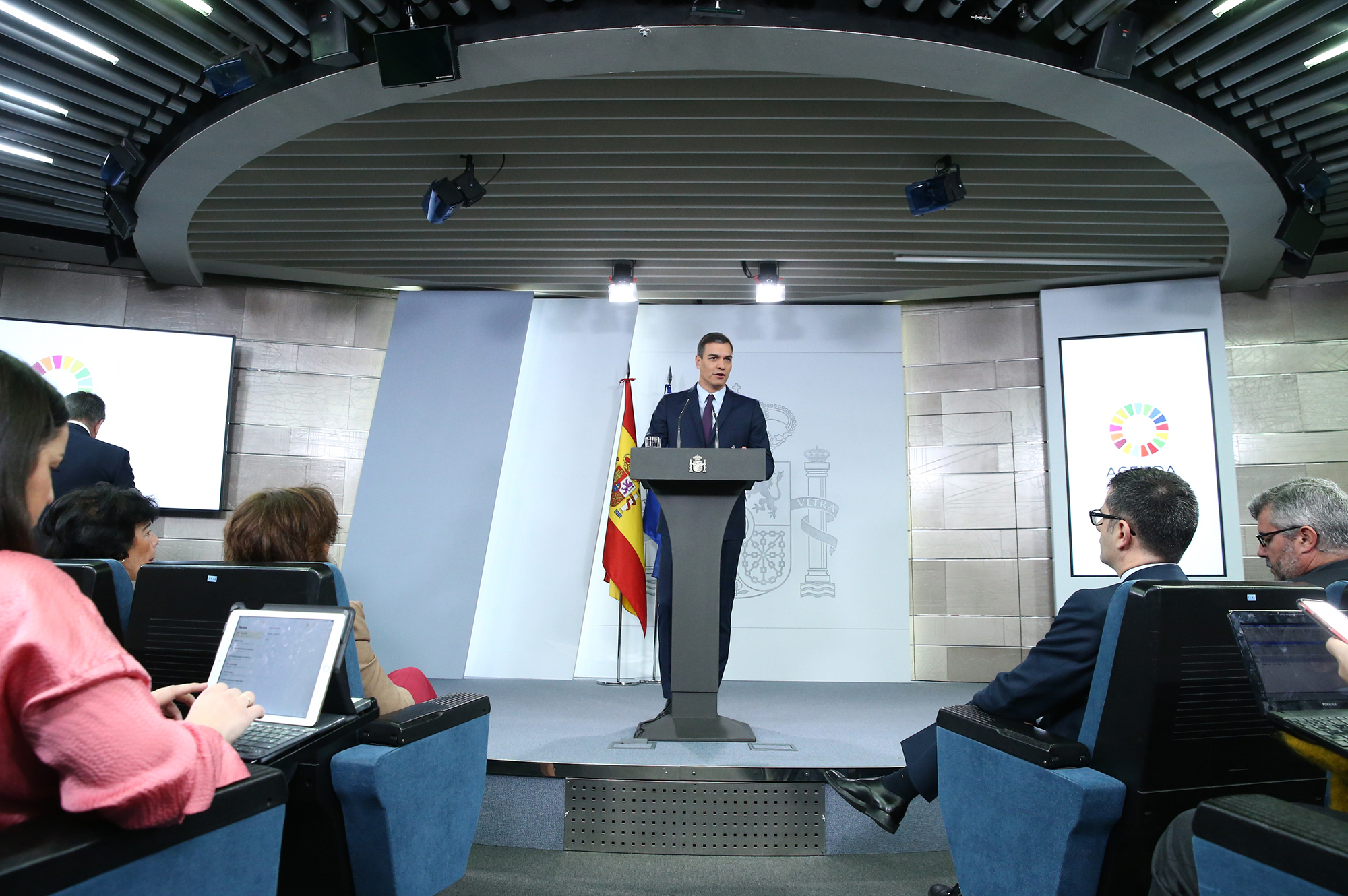
Pedro Sánchez annonce la dissolution des Cortes Generales, deux jours après le rejet de son projet de loi de finances par le Congrès des députés.

Pedro Sánchez annonce le 15 février 2019, à la suite d'un Conseil des ministres extraordinaire, son intention de demander au roi la dissolution des Cortes Generales et de convoquer des élections générales anticipées le 28 avril suivant. Cette décision intervient deux jours après le rejet du projet de budget, cinq jours après la manifestation convoquée par le Parti populaire, Ciudadanos et Vox en faveur de « l'unité de l'Espagne » et contre l'indépendantisme catalan, et une semaine après la rupture du dialogue entre le gouvernement, la généralité de Catalogne et les partis indépendantistes.
Le 6 juin, à la suite du scrutin au cours duquel le PSOE est arrivé en tête, le roi Felipe VI propose Sánchez comme candidat à la présidence du gouvernement. Lors du premier vote le 23 juillet, Sánchez reçoit seulement 124 voix favorables, soit 52 de moins que le minimum constitutionnel requis, 170 voix contre et 52 abstentions. Le 24 juillet, il échoue à obtenir l'investiture du Congrès par 124 voix pour, 155 contre et 67 abstentions. Les 16 et 17 septembre, le roi Felipe VI lance de nouvelles consultations dans le but d'éviter de nouvelles élections. Prenant acte de la situation de blocage entre les partis, le souverain ne propose aucun candidat à la présidence du gouvernement, ouvrant la voie à la convocation de nouvelles élections le 10 novembre suivant,.
Lors des élections générales du 10 novembre, le PSOE arrive de nouveau en tête mais enregistre une légère baisse. Dès le 12 novembre, le Parti socialiste et Unidas Podemos concluent un accord de principe pour constituer un gouvernement de coalition dirigé par Pedro Sánchez avec Pablo Iglesias comme vice-président. Le soir du 11 décembre, après avoir consulté 18 forces politique en deux jours, le roi Felipe VI convoque Pedro Sánchez et lui propose d'être une nouvelle fois candidat à l'investiture du Congrès des députés.
Ayant conclu des accords assurant le vote favorable ou l'abstention des députés de la Gauche républicaine de Catalogne (ERC), du Parti nationaliste basque (EAJ-PNV), d'Euskal Herria Bildu (EH Bildu), de Más País, de la Coalition Compromís, de Nueva Canarias (NCa), de Teruel Existe (TE) et du Bloc nationaliste galicien (BNG), le président du gouvernement est investi au second tour de scrutin le 7 janvier 2020 par 167 voix pour, 165 voix contre et 18 abstentions, soit le résultat le plus serré depuis 1978. Le 13 janvier, le nouveau gouvernement est assermenté par roi Felipe VI au palais de la Zarzuela.

## Composition
| Portefeuille                                                                                             | Titulaires | Titulaires | Titulaires                                    | Parti |
| --- | ---------- | ---------- | --------------------------------------------- | ----- |
| Président du gouvernement                                                                                |            |            | Pedro Sánchez Pérez-Castejón                  | PSOE  |
| Vice-présidente du gouvernement Ministre de la Présidence, des Relations avec les Cortes et de l'Égalité |            |            | María del Carmen Calvo Poyato                 | PSOE  |
| Ministre des Affaires étrangères, de l'Union européenne et de la Coopération                             |            |            | Josep Borrell Fontelles (jusqu'au 30/11/2019) | PSOE  |
| Ministre des Affaires étrangères, de l'Union européenne et de la Coopération                             |            |            | María Margarita Robles Fernández (a.i.)       | Sans  |
| Ministre de la Justice                                                                                   |            |            | Dolores Delgado García                        | Sans  |
| Ministre de la Défense                                                                                   |            |            | María Margarita Robles Fernández              | Sans  |
| Ministre des Finances                                                                                    |            |            | María Jesús Montero Cuadrado                  | PSOE  |
| Ministre de l'Intérieur                                                                                  |            |            | Fernando Grande-Marlaska Gómez                | Sans  |
| Ministre de l'Équipement                                                                                 |            |            | José Luis Ábalos Meco                         | PSOE  |
| Ministre de l'Éducation et de la Formation professionnelle Porte-parole du gouvernement                  |            |            | María Isabel Celaá Diéguez                    | PSOE  |
| Ministre du Travail, des Migrations et de la Sécurité sociale                                            |            |            | Magdalena Valerio Cordero                     | PSOE  |
| Ministre de l'Industrie, du Commerce et du Tourisme                                                      |            |            | María Reyes Maroto Illera                     | PSOE  |
| Ministre de l'Agriculture, de la Pêche et de l'Alimentation                                              |            |            | Luis Planas Puchades                          | PSOE  |
| Ministre de la Politique territoriale et de la Fonction publique                                         |            |            | Meritxell Batet Lamaña (jusqu'au 21/05/2019)  | PSC   |
| Ministre de la Politique territoriale et de la Fonction publique                                         |            |            | Luis Planas Puchades (a.i.)                   | PSOE  |
| Ministre de la Transition écologique                                                                     |            |            | Teresa Ribera Rodríguez                       | PSOE  |
| Ministre de la Culture et des Sports                                                                     |            |            | Màxim Huerta Hernández (jusqu'au 14/06/2018)  | Sans  |
| Ministre de la Culture et des Sports                                                                     |            |            | José Guirao Cabrera                           | PSOE  |
| Ministre de l'Économie et des Entreprises                                                                |            |            | Nadia María Calviño Santamaría                | Sans  |
| Ministre de la Santé, de la Consommation et du Bien-être social                                          |            |            | Carmen Montón Giménez (jusqu'au 12/09/2018)   | PSOE  |
| Ministre de la Santé, de la Consommation et du Bien-être social                                          |            |            | María Luisa Carcedo Roces                     | PSOE  |
| Ministre de la Science, de l'Innovation et de l'Enseignement supérieur                                   |            |            | Pedro Francisco Duque Duque                   | Sans  |